# Johann Jacob Ebert

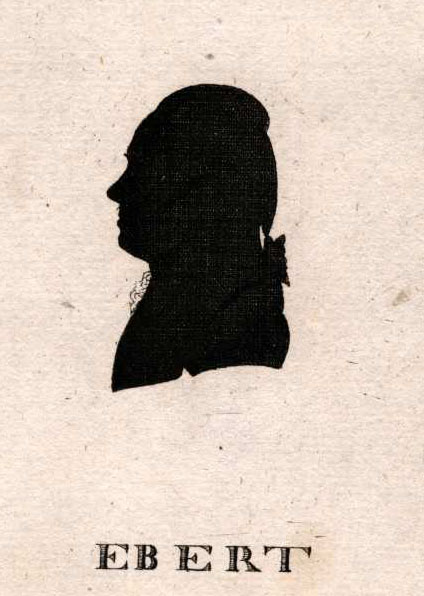
Johann Jacob Ebert

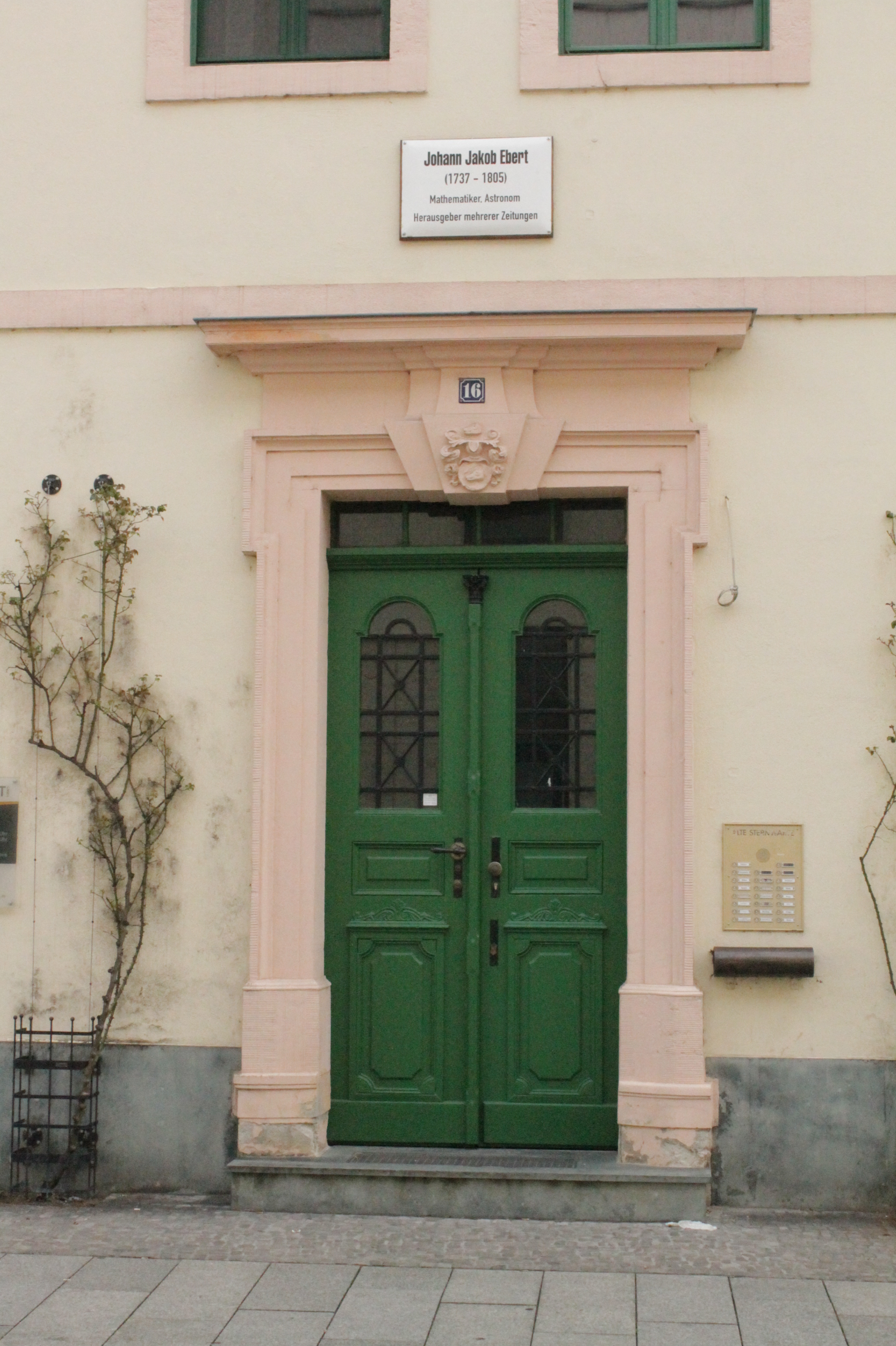
Gedenktafel für Johann Jakob Ebert, Bürgermeisterstraße 16 in Wittenberg

Johann Jacob Ebert (* 20. November 1737 in Breslau; † 18. März 1805 in Wittenberg) war ein deutscher Mathematiker, Dichter, Astronom, Journalist und Autor.

## Leben
Ebert wurde als Sohn des gleichnamigen Vaters, welcher Steuereinnehmer im Tabackamt Breslau war, geboren. Er besuchte ab 1749 bis 1752 die Schule in Wurzen und ging nach seiner Rückkehr 1755 auf das Elisabeth-Gymnasium seiner Heimatstadt. Er immatrikulierte sich 1756 an der Universität Leipzig, wo er 1760 den akademischen Grad eines Magisters erwarb und sich 1761 als Magister legens habilitierte. Im Anschluss hielt er mathematische und philosophische Vorlesungen an der philosophischen Fakultät. Dort hatte er einen intensiven Umgang mit Christian Fürchtegott Gellert und Johann August Ernesti. 1764 unternahm er eine Bildungsreise durch Deutschland und Frankreich. 
1768 erhielt er eine Stelle als Hofmeister der Kinder des russischen Ministers Teplof in Sankt Petersburg. Als Professor der höheren Mathematik ging er 1770 an die Universität Wittenberg. Hier erwarb er sich durch seine vielfältigen Begabungen, seiner Menschenkenntnis und Umgänglichkeit sowie durch seine Vorlesungen großes Ansehen. Privat las er über Logik, Metaphysik, schöne Wissenschaften, hielt Übungen in deutscher Beredsamkeit und Poesie. Auch den am 5. Juni 1783 aufgestiegenen ersten Heißluftballon von Montgolfier behandelte Ebert in seinen Vorlesungen über die Anfänge der Luftfahrt. 1785 wurden endlich die niedere und höhere Mathematik an der Universität zusammengelegt, die nun vollständig Ebert übernahm. 
Neben Zeitungen, die er herausgab, um Wissen auf dem Gebiet der Naturwissenschaften und der Hauswirtschaft zu vermitteln, errichtete er 1789 in der Wittenberger Bürgermeisterstraße 16 eine Sternwarte. So hatte er die Möglichkeit, selbst astronomische Studien zu betreiben. Er verfasste mehrere philosophische und mathematische Lehrbücher, welche sich in der damaligen Zeit vor allem durch logische Anordnung, Sorgfalt und Anschaulichkeit hervortaten. Er verfasste auch Romane und war aktiv belletristisch und dichterisch in Zeitungsartikeln tätig. Ihm zu Ehren befindet sich am heute modernisierten Haus seiner einstigen Sternwarte eine Gedenktafel.

## Schriften (Auswahl)
- Nähere Unterweisung in den philosophischen und mathematischen Wissenschaften für die obern Classen der Schulen und Gymnasien. Frankfurt und Leipzig 1773
- Sammlung kleiner Romane und moralischer Erzählungen. Wittenberg 1773
- Naturlehre. Traßler, Troppau 1784
- Fabeln für Kinder und junge Leute beiderlei Geschlechts, 3. Auflage 1810

vgl. Wittenberger Wochenblatt 1805, S. 97–102
Periodika
- Fidibus [Wochenschrift], № 1–103 (1.–8. Bündel), 1768–1770 (Digitalisat bei Google Books)
- Tapeten. Eine Wochenschrift, 1771–1776
- Wittenbergische gelehrte Zeitung, 1778–85
- Wittenbergisches Magazin für Liebhaber der philosophischen und schönen Wissenschaften, 1781–84 (Digitalisat Jg. 1783 bei Google Books)
- Jahrbuch zur belehrenden Unterhaltung für junge Damen. Leipzig 1795–1802 (8 Jahrgänge, mit Kupferstichen; Jg. 1799 als Digitalisat in der Universitäts- und Landesbibliothek Düsseldorf)
- Wittenbergisches Wochenblatt, 1801–1804